# ストリングアート

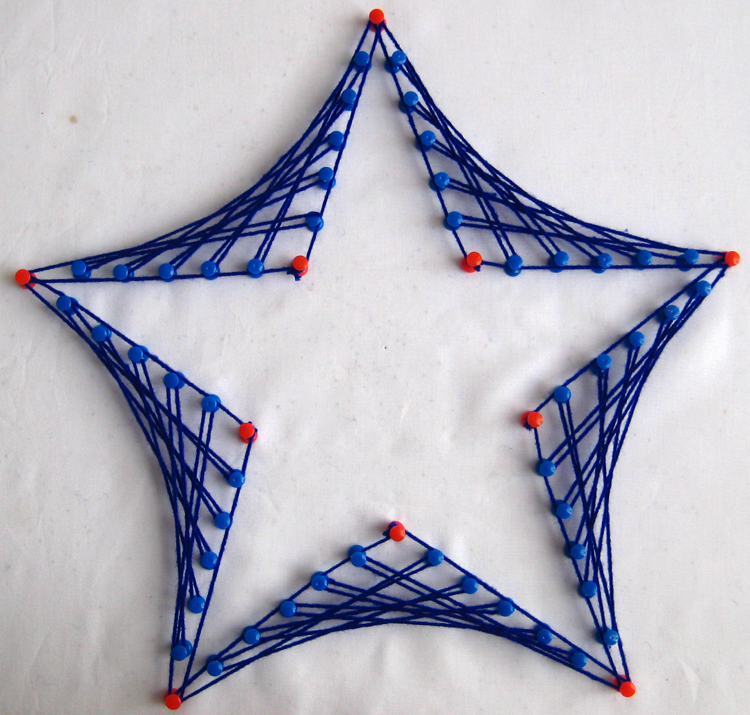
星形のストリングアート(Soniya Goyal作、2015年)

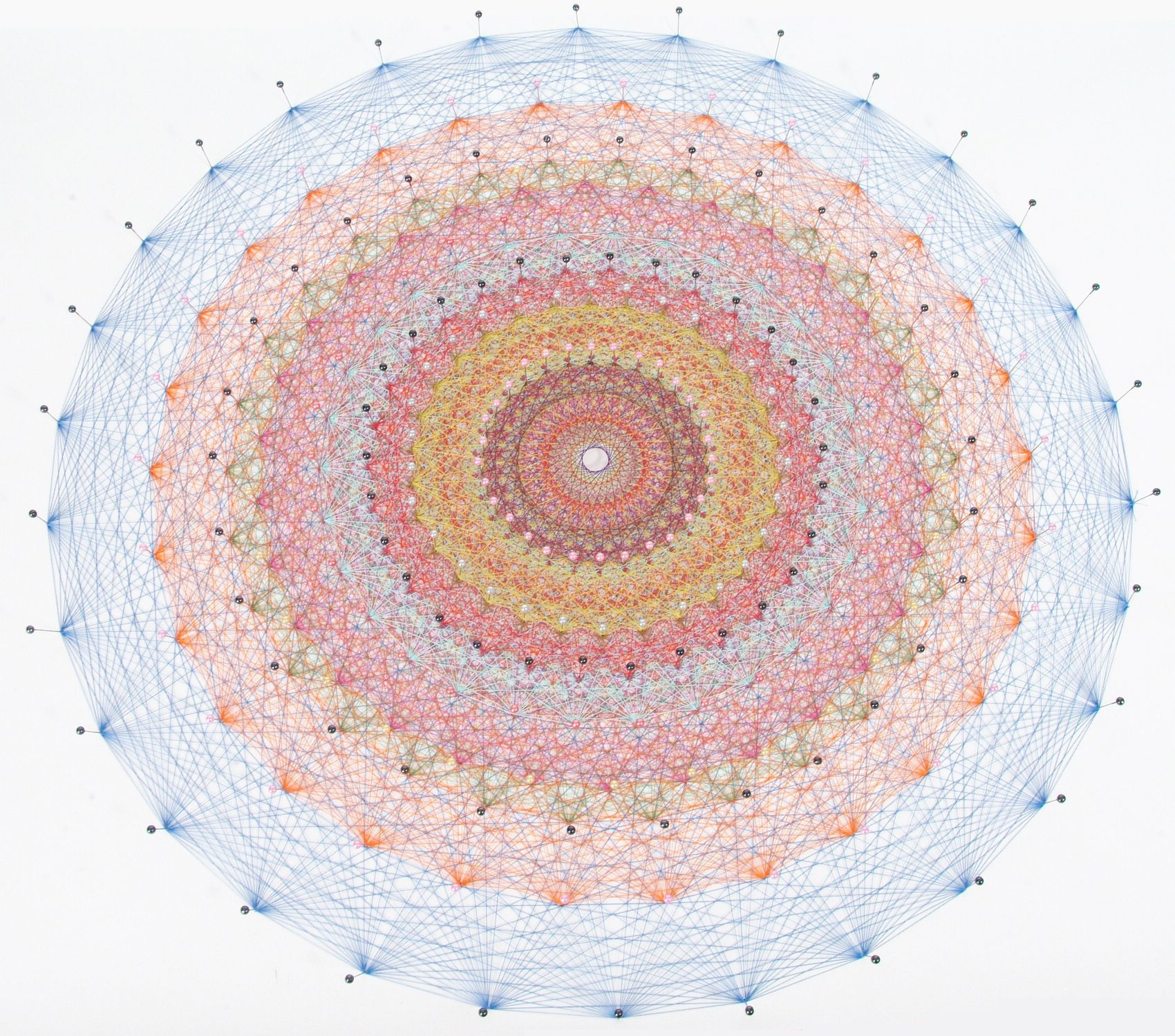
John Stembridgeのコンピュータ画像に基づいて作られたE8ルート系のストリングアート(Jlrodri作、2010年)

ストリングアート（String art）とは、板に打ち付けた釘の間に、糸、紐、または針金を巻きつけて、幾何学文様または図案を生み出すアートである。直線だけでなくベジェ曲線も描くことができる。複雑なストリングアートを作るための計算式も提案されている。

## Gallery

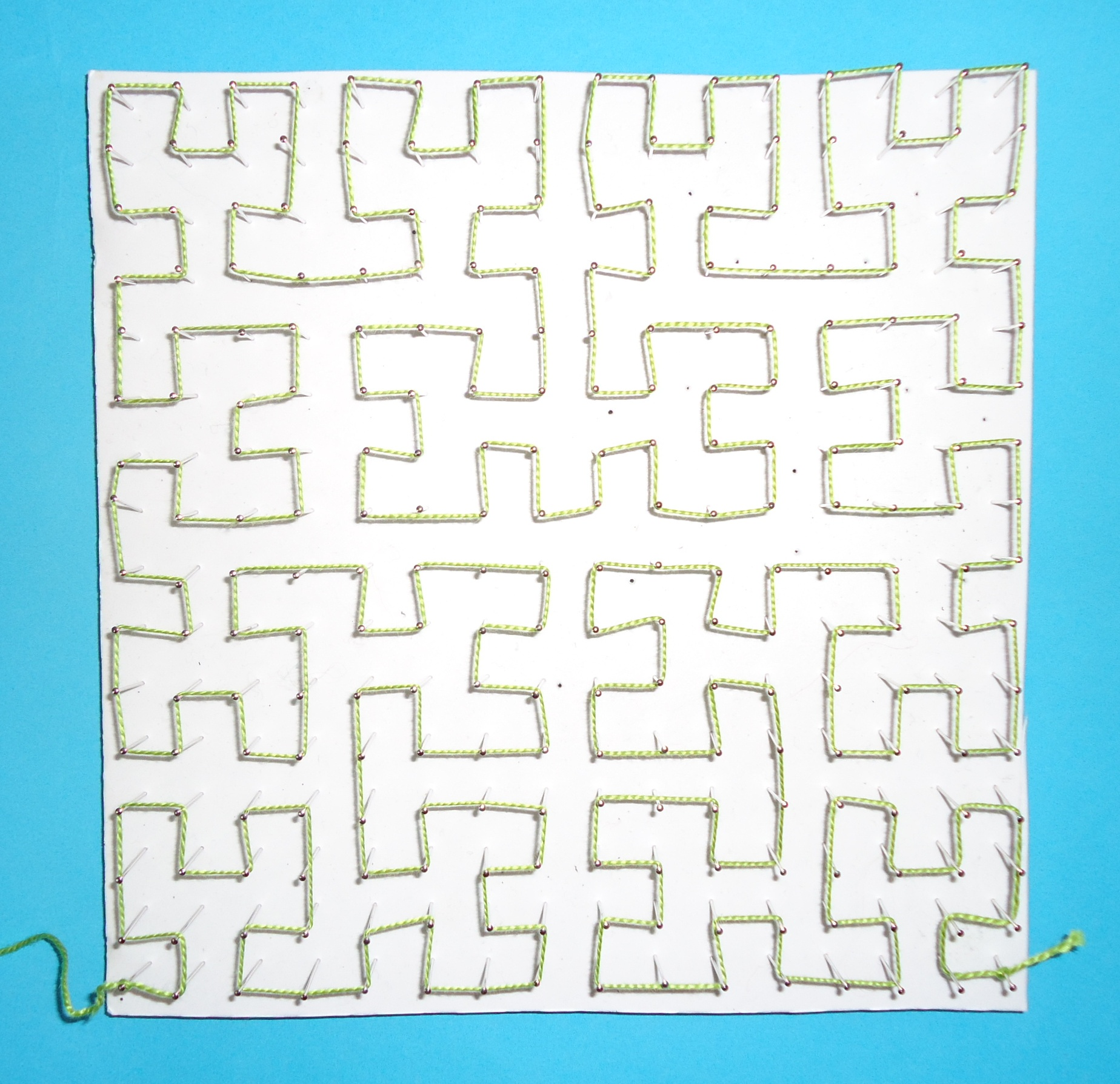
ストリングアートで描かれたヒルベルト曲線(Jlrodri作、2011年)